# GSC3729-878
GSC3729-878 — хімічно пекулярна зоря спектрального класу A3, що має видиму зоряну величину в смузі V приблизно 12,0.